# Opuntia microdasys
Espèce
Classification phylogénétique
Statut de conservation UICN

 LC  : Préoccupation mineure
Statut CITES
Opuntia microdasys est une espèce de cactus de la famille des Cactaceae et du genre Opuntia. Elle est originaire du centre et du Nord du Mexique.

## Description
Opuntia microdasys forme des buissons de à 90 à 150 cm de haut, parfois jusqu'à 2 mètres. Avec des cladodes de à 6 à 15 cm de long et à 4 à 12 cm de large.
Opuntia microdasys ne porte pas d'épines, mais des touffes de glochides de à 8 à 15 mm de long. Ils se détachent facilement et restent fichés dans la peau en provoquant des irritations. D'où la nécessité de précautions pour manipuler la plante. C'est cependant une plante de collections répandue, car facile à cultiver.
Rarement en culture, mais dans son habitat naturel, elle présente des fleurs jaunes à l'extrémité des branches, suivis de fruits ronds rouges à pulpe blanche donnant de nombreuses graines.

## Culture
La culture est facile. Le mode de multiplication le plus facile est le bouturage des cladodes.

## Liste des variétés
Des variétés présentent des couleurs différentes de glochides : le plus souvent jaune clair, mais aussi blancs ou rougeâtres.
- Opuntia microdasys var. albatus : glochides souples inoffensifs.
- Opuntia microdasys var. albispina : glochides blancs.
- Opuntia microdasys var. minima : cladodes plus petits et glochides jaune vif.
- Opuntia microdasys var. palida
- Opuntia microdasys var. puberula : glochides souples.
- Opuntia microdasys var. plumosa
- Opuntia microdasys var. rufida : glochides rougeâtres. Certains auteurs la considèrent comme une espèce distincte.